# Grönländische Fußballmeisterschaft 2010
Die Grönländische Fußballmeisterschaft 2010 war die 48. Spielzeit der Grönländischen Fußballmeisterschaft.
Meister wurde zum siebten Mal B-67 Nuuk.

## Teilnehmer
Folgende Mannschaften nahmen an der Meisterschaft teil. Teilnehmer der Schlussrunde sind fett.
- K'ingmeĸ-45 Upernavik
- Amaroĸ-53 Saattut
- Eqaluk-56 Ikerasak
- FC Malamuk Uummannaq
- UB-68 Uummannaq
- G-44 Qeqertarsuaq
- N-48 Ilulissat
- Kugsak-45 Qasigiannguit
- A-51 Akunnaaq
- SAK Sisimiut
- KT-85 Kangaamiut
- Kâgssagssuk Maniitsoq
- B-67 Nuuk
- NÛK
- Nagtoralik Paamiut
- N-85 Narsaq
- K-33 Qaqortoq
- Siuteroĸ Nanortalik
- Eĸaluk-54 Tasiusaq

## Modus
Die Mannschaften wurden für die Qualifikationsrunde in vier Gruppen mit vier bis fünf Teilnehmern eingeteilt und die besten sieben qualifizierten sich für die Schlussrunde. Gastgeber NÛK war automatisch qualifiziert. Die Schlussrunde wurde wie üblich in zwei Vierergruppen ausgetragen, wonach eine K.-o.-Phase folgte.

## Ergebnisse

### Qualifikationsrunde

#### Nordgrönland
| Pl. | Verein                | Sp. | S | U | N | Tore    | Punkte |
| --- | --------------------- | --- | - | - | - | ------- | ------ |
| 1.  | FC Malamuk Uummannaq  | 4   | 4 | 0 | 0 | 020:400 | 12     |
| 2.  | K'ingmeĸ-45 Upernavik | 4   | 2 | 1 | 1 | 009:800 | 07     |
| 3.  | Eqaluk-56 Ikerasak    | 4   | 2 | 2 | 0 | 009:800 | 08     |
| 4.  | UB-68 Uummannaq       | 4   | 1 | 1 | 2 | 006:150 | 04     |
| 5.  | Amaroĸ-53 Saattut     | 4   | 0 | 0 | 4 | 006:150 | 0      |

| Datum        |                       | Ergebnis |                       |
| ------------ | --------------------- | -------- | --------------------- |
| 2. Aug. 2010 | UB-68 Uummannaq       | 3:2      | Amaroĸ-53 Saattut     |
| 2. Aug. 2010 | K'ingmeĸ-45 Upernavik | 0:5      | FC Malamuk Uummannaq  |
| 3. Aug. 2010 | Eqaluk-56 Ikerasak    | 5:1      | UB-68 Uummannaq       |
| 3. Aug. 2010 | Amaroĸ-53 Saattut     | 1:5      | FC Malamuk Uummannaq  |
| 4. Aug. 2010 | Eqaluk-56 Ikerasak    | 2:1      | Amaroĸ-53 Saattut     |
| 4. Aug. 2010 | K'ingmeĸ-45 Upernavik | 1:1      | UB-68 Uummannaq       |
| 5. Aug. 2010 | Eqaluk-56 Ikerasak    | 0:3      | K'ingmeĸ-45 Upernavik |
| 5. Aug. 2010 | UB-68 Uummannaq       | 1:7      | FC Malamuk Uummannaq  |
| 6. Aug. 2010 | Eqaluk-56 Ikerasak    | 2:3      | FC Malamuk Uummannaq  |
| 6. Aug. 2010 | Amaroĸ-53 Saattut     | 2:5      | K'ingmeĸ-45 Upernavik |

#### Diskobucht
| Pl. | Verein                  | Sp. | S   | U   | N   | Tore   | Punkte |
| --- | ----------------------- | --- | --- | --- | --- | ------ | ------ |
| 1.  | N-48 Ilulissat          | 3   | 2–3 | 0–1 | 0–1 | 10+:4+ | 6–9    |
| 2.  | G-44 Qeqertarsuaq       | 3   | 1–2 | 0–1 | 1   | 8+:7+  | 4–6    |
| 3.  | Kugsak-45 Qasigiannguit | 3   | 1   | 0–1 | 1–2 | 4+:4+  | 3–4    |
| 4.  | A-51 Akunnaaq           | 3   | 0–1 | 0–1 | 2–3 | 1+:8+  | 0–3    |

| Datum        |                         | Ergebnis |                         |
| ------------ | ----------------------- | -------- | ----------------------- |
| 6. Aug. 2010 | Kugsak-45 Qasigiannguit | 3:0      | A-51 Akunnaaq           |
| 6. Aug. 2010 | N-48 Ilulissat          | 6:3      | G-44 Qeqertarsuaq       |
| 7. Aug. 2010 | G-44 Qeqertarsuaq       | 5:1      | A-51 Akunnaaq           |
| 7. Aug. 2010 | N-48 Ilulissat          | 4:1      | Kugsak-45 Qasigiannguit |
| 8. Aug. 2010 | N-48 Ilulissat          | ?:?      | A-51 Akunnaaq           |
| 8. Aug. 2010 | G-44 Qeqertarsuaq       | 1 ?:? 1  | Kugsak-45 Qasigiannguit |

#### Mittelgrönland
S-68 Sisimiut und IT-79 Nuuk zogen sich vor dem Wettbewerb zurück.
| Pl. | Verein                | Sp. | S | U | N | Tore    | Punkte |
| --- | --------------------- | --- | - | - | - | ------- | ------ |
| 1.  | B-67 Nuuk             | 3   | 3 | 0 | 0 | 015:300 | 09     |
| 2.  | Kâgssagssuk Maniitsoq | 3   | 2 | 0 | 1 | 005:100 | 06     |
| 3.  | KT-85 Kangaamiut      | 3   | 1 | 0 | 2 | 007:700 | 03     |
| 4.  | SAK Sisimiut          | 3   | 0 | 0 | 3 | 003:100 | 0      |

| Datum         |                       | Ergebnis |                       |
| ------------- | --------------------- | -------- | --------------------- |
| 31. Juli 2010 | Kâgssagssuk Maniitsoq | 3:2      | KT-85 Kangaamiut      |
| 31. Juli 2010 | SAK Sisimiut          | 1:5      | B-67 Nuuk             |
| 1. Aug. 2010  | SAK Sisimiut          | 1:3      | KT-85 Kangaamiut      |
| 1. Aug. 2010  | B-67 Nuuk             | 7:0      | Kâgssagssuk Maniitsoq |
| 2. Aug. 2010  | B-67 Nuuk             | 3:2      | KT-85 Kangaamiut      |
| 2. Aug. 2010  | SAK Sisimiut          | 1:2      | Kâgssagssuk Maniitsoq |

#### Südgrönland
| Pl. | Verein              | Sp. | S   | U   | N   | Tore   | Punkte |
| --- | ------------------- | --- | --- | --- | --- | ------ | ------ |
| 1.  | N-85 Narsaq         | 4   | 3–4 | 0–1 | 0–1 | 16+:0+ | 9–12   |
| 2.  | K-33 Qaqortoq       | 4   | 2   | 1   | 1   | 13+:2+ | 7      |
| 3.  | Eĸaluk-54 Tasiusaq  | 4   | 2   | 1   | 1   | 13:3   | 7      |
| 4.  | Nagtoralik Paamiut  | 4   | 1–2 | 0–1 | 2–3 | 10+:9+ | 3–6    |
| 5.  | Siuteroĸ Nanortalik | 4   | 0   | 0   | 4   | 1+:39+ | 0      |

| Datum         |                    | Ergebnis |                     |
| ------------- | ------------------ | -------- | ------------------- |
| 22. Juli 2010 | K-33 Qaqortoq      | 6:0      | Nagtoralik Paamiut  |
| 22. Juli 2010 | Eĸaluk-54 Tasiusaq | 10:00    | Siuteroĸ Nanortalik |
| 23. Juli 2010 | K-33 Qaqortoq      | 0:1      | N-85 Narsaq         |
| 23. Juli 2010 | Eĸaluk-54 Tasiusaq | 2:1      | Nagtoralik Paamiut  |
| 24. Juli 2010 | N-85 Narsaq        | 14:00    | Siuteroĸ Nanortalik |
| 24. Juli 2010 | K-33 Qaqortoq      | 1:1      | Eĸaluk-54 Tasiusaq  |
| 25. Juli 2010 | Eĸaluk-54 Tasiusaq | 0:1      | N-85 Narsaq         |
| 25. Juli 2010 | Nagtoralik Paamiut | 9:1      | Siuteroĸ Nanortalik |
| 26. Juli 2010 | K-33 Qaqortoq      | 2 ?:? 2  | Siuteroĸ Nanortalik |
| 26. Juli 2010 | N-85 Narsaq        | ?:?      | Nagtoralik Paamiut  |

### Schlussrunde

#### Vorrunde
Die Spiele fanden in Nuuk statt.
Gruppe A
| Pl. | Verein               | Sp. | S | U | N | Tore    | Punkte |
| --- | -------------------- | --- | - | - | - | ------- | ------ |
| 1.  | B-67 Nuuk            | 3   | 3 | 0 | 0 | 014:100 | 09     |
| 2.  | G-44 Qeqertarsuaq    | 3   | 2 | 0 | 1 | 006:300 | 06     |
| 3.  | K-33 Qaqortoq        | 3   | 1 | 0 | 2 | 003:150 | 03     |
| 4.  | FC Malamuk Uummannaq | 3   | 0 | 0 | 3 | 001:500 | 0      |

| Datum         |                      | Ergebnis |                      |
| ------------- | -------------------- | -------- | -------------------- |
| 16. Aug. 2010 | G-44 Qeqertarsuaq    | 2:0      | FC Malamuk Uummannaq |
| 16. Aug. 2010 | B-67 Nuuk            | 11:00    | K-33 Qaqortoq        |
| 17. Aug. 2010 | FC Malamuk Uummannaq | 1:2      | K-33 Qaqortoq        |
| 17. Aug. 2010 | G-44 Qeqertarsuaq    | 1:2      | B-67 Nuuk            |
| 18. Aug. 2010 | G-44 Qeqertarsuaq    | 3:1      | K-33 Qaqortoq        |
| 18. Aug. 2010 | FC Malamuk Uummannaq | 0:1      | B-67 Nuuk            |

Gruppe B
| Pl. | Verein                | Sp. | S | U | N | Tore    | Punkte |
| --- | --------------------- | --- | - | - | - | ------- | ------ |
| 1.  | N-48 Ilulissat        | 3   | 3 | 0 | 0 | 020:300 | 09     |
| 2.  | NÛK                   | 3   | 2 | 0 | 1 | 009:500 | 06     |
| 3.  | N-85 Narsaq           | 3   | 1 | 0 | 2 | 009:900 | 03     |
| 4.  | K'ingmeĸ-45 Upernavik | 3   | 0 | 0 | 3 | 001:220 | 0      |

| Datum         |                       | Ergebnis |                       |
| ------------- | --------------------- | -------- | --------------------- |
| 16. Aug. 2010 | K'ingmeĸ-45 Upernavik | 0:6      | NÛK                   |
| 16. Aug. 2010 | N-85 Narsaq           | 2:6      | N-48 Ilulissat        |
| 17. Aug. 2010 | N-85 Narsaq           | 6:0      | K'ingmeĸ-45 Upernavik |
| 17. Aug. 2010 | N-48 Ilulissat        | 4:0      | NÛK                   |
| 18. Aug. 2010 | N-85 Narsaq           | 1:3      | NÛK                   |
| 18. Aug. 2010 | N-48 Ilulissat        | 10:10    | K'ingmeĸ-45 Upernavik |

#### Platzierungsspiele
Halbfinale
| Datum           |                | Ergebnis  |                   | Ort  |
| --------------- | -------------- | --------- | ----------------- | ---- |
| 20. August 2010 | B-67 Nuuk      | 4:0       | NÛK               | Nuuk |
| 20. August 2010 | N-48 Ilulissat | 0:2 n. V. | G-44 Qeqertarsuaq | Nuuk |

Spiel um Platz 7
| Datum           |                      | Ergebnis |                       | Ort  |
| --------------- | -------------------- | -------- | --------------------- | ---- |
| 20. August 2010 | FC Malamuk Uummannaq | 9:1      | K'ingmeĸ-45 Upernavik | Nuuk |

Spiel um Platz 5
| Datum           |               | Ergebnis |             | Ort  |
| --------------- | ------------- | -------- | ----------- | ---- |
| 20. August 2010 | K-33 Qaqortoq | 3:1      | N-85 Narsaq | Nuuk |

Spiel um Platz 3
| Datum           |                | Ergebnis |     | Ort  |
| --------------- | -------------- | -------- | --- | ---- |
| 21. August 2010 | N-48 Ilulissat | 3:0      | NÛK | Nuuk |

Finale
| Datum           |           | Ergebnis |                   | Ort  |
| --------------- | --------- | -------- | ----------------- | ---- |
| 21. August 2010 | B-67 Nuuk | 5:0      | G-44 Qeqertarsuaq | Nuuk |